# Chiesa di Sant'Antonio Abate (Recoaro Terme)
La chiesa di Sant'Antonio Abate è la parrocchiale di Recoaro Terme, in provincia e diocesi di Vicenza; fa parte del vicariato di Valdagno.

## Storia
Già nel 1418 si ha notizia di due chiese a Recoaro: una dedicata a santa Giuliana, situata nell'omonima contrada, e l'altra a sant'Antonio Abate. Esse dipendevano dalla parrocchiale di Rovegliana, la quale a sua volta ricadeva nella giurisdizione della pieve di Brogliano.

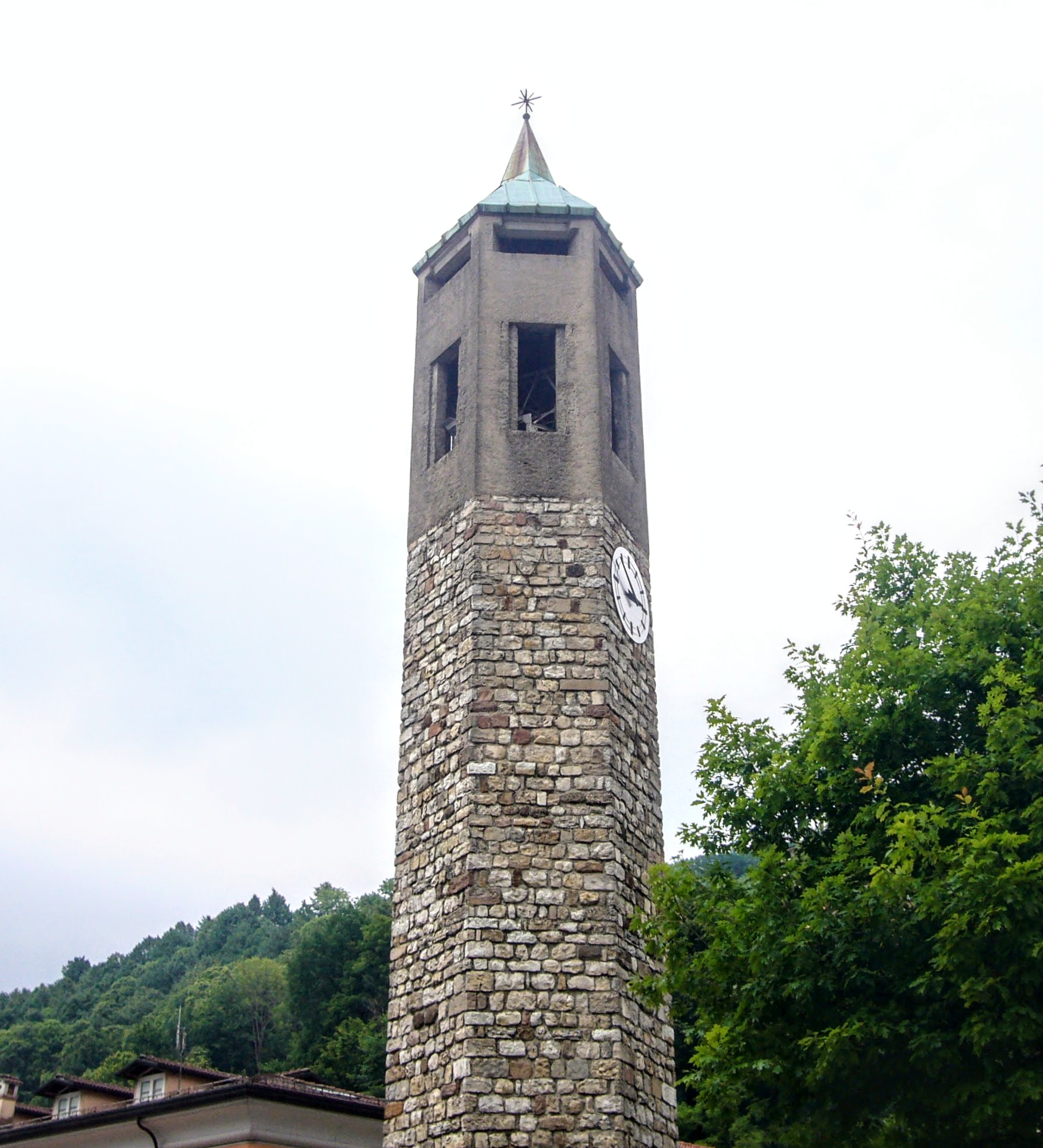
Il campanile

La chiesa di Sant'Antonio si affrancò dalla matrice di Rovegliana tra il 1530 e il 1533, ottenendo il privilegio del fonte battesimale e del cimitero.
Nel 1950 fu posta la prima pietra della nuova parrocchiale; l'edificio, disegnato dall'architetto Giuseppe Vaccaro, venne inaugurato il 30 marzo 1952, per poi venir ampliato nel 1956 con la realizzazione della cappella feriale.
Tra il 1965 e il 1966 la chiesa fu dotata del nuovo altare postconciliare rivolto verso l'assemblea.

## Descrizione

### Facciata
La facciata a capanna della chiesa, rivolta a sudest, è caratterizzata dalla bicromia ottenuta dall'alternanza di lastre rettangolari di marmo bianco e di marmo rosso e presenta al centro il portale maggiore sormontato da un'ampia nicchia contenente la raffigurazione di una scena sacra (Incoronazione di Maria, 1957) ad opera di Marcello Mascherini.
Vicino alla parrocchiale s'erge il campanile in pietra a base esagonale, la cui cella presenta una finestra per lato.

### Interno
L'interno dell'edificio si compone di una navata principale coperta da volta a botte e di cinque cappelle laterali comunicanti tra di loro che di fatto costituiscono una navata secondaria, al termine della quale si accede alla cappella feriale; al termine dell'aula si sviluppa il presbiterio, sopraelevato di tre gradini e chiuso sul fondo dall'abside a pianta poligonale.
Da notare sono: 14 formelle 40x40 in terracotta, che rappresensentano le stazioni della Via Crucis
prodotte dallo scultore Luciano Minguzzi.
Una crocefissione, olio su tavola 80x90, del pittore Claudio Laudani, posta sotto il pulpito.